# Tapugao Falefou
Tapugao Falefou (geb. 1968) ist ein Beamter aus Tuvalu. Er trat sein Amt als Ständiger Vertreter bei den Vereinten Nationen am 13. Februar 2023 an. Später präsentierte er sein Beglaubigungsschreiben als Botschafter Tuvalus bei den Vereinigten Staaten und am 15. April 2023 als Botschafter in Kuba.

## Leben

### Ausbildung
Falefou erwarb einen Bachelor-Abschluss in Öffentliche Verwaltung und Management an der University of the South Pacific in Vanuatu.
Er studierte anschließend Diplomatie und Internationale Politik an der Australian National University.
Er hat auch einen Doktor der University of Waikato in Neuseeland. In seiner Doktorarbeit beschäftigte er sich mit dem Klimawandel und untersuchte insbesondere die Auswirkungen des Klimawandels und des Anstiegs des Meeresspiegels auf die nationale und kulturelle Identität tief liegender Länder wie Tuvalu.

### Karriere
Falefou war Staatssekretär und diente nacheinander als Permanent Secretary des Department of Communication, Transport and Tourism (September 2006–Dezember 2008), Foreign Affairs, Trade, Tourism, Environment and Labour (Januar 2011–Januar 2014). 2011 und 2012 führte er das Team für die Entwicklung der Tuvalu Climate Change Policy (Arbeitsgruppe zum Umgang mit dem Klimawandel).
Von August 2017 bis Juli 2019 war er zuständig für Kommunikation und Transport und von August 2019 bis März 2020 für Justice, Communication and Foreign Affairs.
Von 2019 bis 2021 war er Hauptberater des Premierministers in seiner Funktion als Vorsitzender des Pacific Islands Forum. Von 2020 bis zu seiner Ernennung als Botschafter übernahm er Aufgaben als Principal Adviser to the Prime Minister; Principal Adviser to the Cabinet und Head of Tuvalu’s Public Service. Von März 2020 bis August 2021 diente er als Vorsitzender der COVID-19 Regional Task Force und mit Premierminister Kausea Natano in Tuvalus nationaler COVID-19 Task Force.
| Vorgänger       | Amt                                                             | Nachfolger |
| --------------- | --------------------------------------------------------------- | ---------- |
| Samuelu Laloniu | Ständiger Vertreter bei den Vereinten Nationen von Tuvalu 2023- | —          |